# Chelsea Walls
Pour plus de détails, voir Fiche technique et Distribution.
Chelsea Walls est un film américain réalisé par Ethan Hawke, sorti en 2001.

## Synopsis
Au mythique Chelsea Hotel, repaire des artistes bohème new-yorkais, plusieurs destins se croisent.
Bud est un écrivain rongé par l'alcool. Partagé entre sa femme Greta et sa maîtresse Mary, qui lui servent de muse, il cherche à achever un manuscrit de 800 pages. Audrey est une jeune poétesse attirée par Val, sur lequel le junkie Crutches exerce une influence malsaine. Sa camarade Grace, elle aussi poétesse, est attirée par son voisin Frank, qui la respecte mais ne répond pas à ses tentatives d'attirer son attention et son affection. Ross et Terry, deux jeunes rockers inspirés par les expériences de Bob Dylan et Jimi Hendrix, arrivent du Minnesota pour tenter leur chance dans la musique, et en amour.
L'édifice est hanté par les fantômes de ses anciens résidents : Dylan, Hendrix, Tennessee Williams ou encore Sarah Bernhardt.

## Fiche technique
- Titre : Chelsea Walls
- Réalisation : Ethan Hawke
- Scénario : Nicole Burdette d'après sa pièce de théâtre
- Production : Alexis Alexanian, Caroline Kaplan, Pamela Koffler, Jonathan Sehring, John Sloss, Christine Vachon et Gary Winick
- Musique : Jeff Tweedy
- Photographie : Tom Richmond
- Montage : Adriana Pacheco
- Décors : Rick Butler
- Costumes : Catherine Marie Thomas
- Pays d'origine :  États-Unis
- Format : Couleurs - 1,85:1 - Dolby Digital - DV
- Genre : Drame
- Durée : 109 minutes
- Dates de sortie : 
  -  États-Unis : 21 septembre 2001 (festival de Woodstock), 19 avril 2002

## Distribution
- Rosario Dawson : Audrey
- Vincent D'Onofrio : Frank
- Kris Kristofferson : Bud
- Robert Sean Leonard : Terry Olsen
- Natasha Richardson : Mary
- Uma Thurman : Grace
- Steve Zahn : Ross
- Bianca Hunter (en) : Lorna Doone
- Kevin Corrigan : Crutches
- Paul D. Failla : le policier
- Matthew Del Negro : le policier véreux
- Paz de la Huerta : la jeune fille
- Guillermo Díaz : l'enfant
- Duane McLaughlin : Wall
- Jimmy Scott : Skinny Bones
- John Seitz : Dean
- Mark Strand : le journaliste
- Mark Webber : Val

## Autour du film
- Le tournage s'est déroulé en décembre 1999 à l'Hôtel Chelsea situé dans le quartier de Chelsea, à New York.
- À noter, une petite apparition (non créditée) du chanteur Isaac Hayes dans un ascenseur.
- Premier long métrage réalisé par l'acteur Ethan Hawke, ce dernier ne joue pas dans son film mais prête néanmoins sa voix au personnage de Sam.
- Mark Webber, qui interprète ici le personnage de Val, a par la suite tenu le rôle principal dans The Hottest State (2006), second long métrage du cinéaste.
- Ethan Hawke a, par le passé, tourné avec plusieurs de ses comédiens, tels que Robert Sean Leonard dans Le Cercle des poètes disparus (1989) ou Tape (2001), Uma Thurman dans Bienvenue à Gattaca (1997), Vincent D'Onofrio dans Le Gang des Newton (1998) ou Kris Kristofferson dans Fast Food Nation (2006).

## Bande originale
- Au bois lacté (Under Milk Wood), écrit par Dylan Thomas et interprété par John Seitz
- Promising, interprété par Robert Sean Leonard
- What a Little Moonlight Can Do, interprété par Billie Holiday
- The Lonely 1, interprété par Robert Sean Leonard
- Remember Me, interprété par Frank Whaley et Wilco
- Jealous Guy, composé par John Lennon et interprété par Jimmy Scott, Mike Kanan, Hill Greene, Victor Jones, Jay Bennett, John Stirratt et Ken Coomer
- When the Roses Bloom Again, interprété par Billy Bragg et Wilco
- Softly and Tenderly (Jesus Is Calling), interprété par Robert Sean Leonard
- Lament, écrit par Dylan Thomas et interprété par John Seitz
- Une saison en enfer (Seasons in Hell), poème d'Arthur Rimbaud

## Distinctions
- Nomination au Gotham Awards du meilleur réalisateur en 2002.